# Alphandia verniciflua
Alphandia verniciflua är en törelväxtart som beskrevs av Airy Shaw. Alphandia verniciflua ingår i släktet Alphandia och familjen törelväxter. Inga underarter finns listade i Catalogue of Life.